# Wilhelm Braumüller Universitäts-Verlagsbuchhandlung
Koordinaten: 48° 13′ 11,4″ N, 16° 21′ 50,7″ O

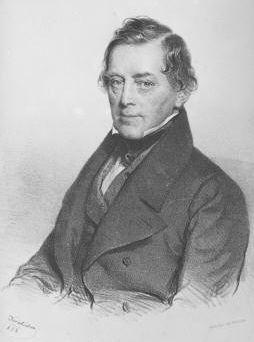
Wilhelm von Braumüller (1807–1884)

Der Braumüller Verlag ist mit seiner Gründung 1783 einer der ältesten Privatverlage Österreichs. Bis 2009 hieß der Verlag Wilhelm Braumüller Universitäts-Verlagsbuchhandlung. Sitz des Verlages ist die Servitengasse 5 im 9. Wiener Bezirk. Das Verlagsprogramm umfasst heute Literaturtitel und Sachbücher zu den Themen Kultur, Politik, Genuss und Gesellschaft.

## Geschichte
Die Geschichte des Hauses beginnt am 26. März 1783 mit der Ausstellung der Konzessionsurkunde an Johann Mösle. Sein Nachfolger und späterer Namensgeber des Unternehmens, Wilhelm von Braumüller, geboren 1807 im Großherzogtum Sachsen-Weimar, ging nach Abschluss seiner Buchhandelslehre in Eisenach nach Wien und übernahm mit Ludwig Wilhelm Seidel eine Verlags- und Sortimentsbuchhandlung. 1835 traten Wilhelm Braumüller und Ludwig Wilhelm Seidel in die Firma der Witwe Mösle ein, übernahmen dann zum 1. Januar 1840 das Unternehmen auf eigene Rechnung und führten fortan die Geschäfte unter der Firma Braumüller und Seidel. Zum 2. September 1848 wurde die Gesellschaft Braumüller und Seidel aufgelöst und in zwei eigenständige Verlage - »Wilhelm Braumüller« und »L. W. Seidel« aufgespalten. Der Verlag Braumüller verwandte von Anfang an große Mühe auf die typographische Gestaltung der im Verlag erschienenen Werke, was dazu beitrug, viele herausragende Gelehrte, neben den meisten an österreichisch-ungarischen Hochschulen und Universitäten tätigen auch sehr viele aus dem gesamten deutschsprachigen Raum. 1859 ernannte die neu gegründete Österreichische Akademie der Wissenschaften Wilhelm Braumüller zu ihrem alleinigen Buchhändler.

## k.k. Hofbuchhändler und Verleger

Das alte Verlagslogo

Ab dem 13. Jänner 1865 durfte Braumüller den Zusatz „k.k. Universitäts-Buchhandlung“ führen. Der Verlagssitz war zu der Zeit die Wickenburggasse 13 im 8. Bezirk.
Wilhelm Ritter von Braumüller (1838 – † 30. Dezember 1889), der Sohn von Wilhelm von Braumüller (Senior), trat als Teilhaber in die ab 1868 als „Wilhelm Braumüller & Sohn“ firmierende Sortimentsbuchhandlung am Graben 21 ein. Er war ab 1868 öffentlicher Gesellschafter der väterlichen Firma, der das umfangreiche Geschäft den von seinem Vater übernommenen Traditionen gemäß weiterführte, bis er relativ früh am 30. Dezember 1889 verstarb. Im Geschäft war auch dessen ältester Sohn Wilhelm Ritter von Braumüller junior (geb. 1861) tätig, der aber bereits 1888 starb.
Mehrere Jahre wurde nunmehr die Firma durch langjährige Mitarbeiter des Hauses geleitet, bis die Enkel des Begründers der Firma, Adolf Ritter von Braumüller (geb. 1868) und Rudolf Ritter von Braumüller (geb. 1870), am 1. Januar 1894 als öffentliche Gesellschafter in die Firma eintraten und die Geschäfte übernahmen.
So erwarb 1893 die Firma die Wiener klinische Wochenschrift, Oesterr. Aerztekammerblatt, Zeitschrift für Heilkunde, Zeitschrift für Volkswirtschaft, Sozialpolitik und Verwaltung, Beiträge zur Paläontologie und Geologie; die Abteilung Militaria erhielt eine bedeutende Stärkung durch die Prachtwerke Erzherzogs Carl von Oesterreich ausgewählte Schriften (1893–95), Moritz von Angelis Schriften über Karl von Österreich-Teschen als Feldherr und Heeresorganisator (5 Bände von 1896–1897), Braumüllers militärische Taschenbücher u. a.; ferner sind zu erwähnen: Jettels Handbuch des internationalen Privatrechts (1893), Knauers Hauptprobleme der Philosophie (1892), Beiträge zur klinischen Medizin und Chirurgie (bis 1899 21 Hefte), Handbuch der tierärztlichen Chirurgie und Geburtshilfe, herausgegeben von Bayer & Fröhner (1896 uff.), ein groß angelegtes Unternehmen; Kaposis Handatlas der Hautkrankheiten, Ortners Therapie der inneren Krankheiten und Zuckerkandls Atlas der topographischen Anatomie. Die 1848 abgezweigte Firma "L. W. Seidel" (seit 1861 "L. W. Seidel & Sohn, k. k. Hofbuchhandlung" in Wien firmierend, dessen Besitzer seit 1895 Ludwig Wilhelm Seidel war) pflegte vorwiegend Sortiment. Hierbei bevorzugte sie militärische und geschichtliche Werke. Aber auch ihr Verlag wies eine Reihe bedeutender Werke auf, etwa die Zeitschrift des österreichischen Ingenieur- und Architekten-Vereins sowie das Armeeblatt.
Bis 1915 blieb das Unternehmen im Besitz der Familie Braumüller. Aufgrund finanzieller Schwierigkeiten in der Folge des Ersten Weltkrieges wurde der Verlag 1915 an die Druckerei Jasper verkauft. Mit den Gesellschaftern Friedrich Jasper und Alfred Leithe-Jasper gelangte das Unternehmen in die Familie der heutigen Besitzerin Konstanze Borovansky, die seit 2002 als Geschäftsführerin im Verlag tätig ist und den Verlag in fünfter Generation der Familie Jasper leitet.
Zu den bekanntesten Publikationen der Verlagsgeschichte gehören Veröffentlichungen aus dem medizinischen Bereich (Publikationen der Wiener Medizinischen Schule mit Autoren wie Josef Hyrtl, Arthur Schnitzler, Carl Rokitansky, Emil Zuckerkandl u. a.), Carl Mengers Grundzüge der Volkswirtschaftslehre, Otto Weiningers umstrittenes Werk Geschlecht und Charakter, Oswald Spenglers Untergang des Abendlandes und im Schulbuchbereich der Pochlatko, die Literaturgeschichte für Generationen von Schülern, die noch immer als Abriss der deutschsprachigen Literatur und in Neuauflage als Literatur entdecken von Manfred Mittermayer und Fritz Popp fortwirkt.

## Verlagsprogramm Wissenschaft und Schulbuch bis 2012
Wissen und Bildung war das Motto, Wissenschaft und Schulbuch waren bis 2012 die beiden Pfeiler, auf denen der Verlag ruhte. Als unabhängiger Privatverlag war Braumüller in der Zeit bis 2012 auf wissenschaftliche Literatur aus den Disziplinen Philosophie, Literatur, Theater, Politik, Geschichte, Recht, Kommunikation, Soziologie und mehr konzentriert. Zu den traditionellen Verlagsschwerpunkten gehörten auch Minderheitenfragen.
Einige Autoren und Herausgeber, die im Wissenschafts- und Schulbuchverlag Braumüller publizierten: Anton Pelinka, Wendelin Schmidt-Dengler, Theodor Tomandl, Karl Korinek, Clemens Jabloner u. v. m., im Schulbuchbereich Wilhelm Dabringer, Edith Konecny, Günter Lachawitz, Maria-Luise Leitner, Konrad Paul Liessmann und Ernst Nowotny.

## Sachbuch- und Literaturprogramm heute
2008 wurde der Verlag von Konstanze und Bernhard Borovansky übernommen. Anfang 2009 erweiterten sie sein Programm um eine Sachbuchschiene und ein Literaturprogramm. 2012 entschieden sich die neuen Geschäftsführer, sowohl das Schulbuchprogramm (an den Verlag Hölder-Pichler-Tempsky) als auch das Wissenschaftsprogramm (an new academic press) zu verkaufen. Seitdem ist Braumüller ein reiner Literatur- und Sachbuchverlag und kehrt damit zu seinen Wurzeln zurück, als in den Wirren der französischen Revolution noch Texte der Aufklärer im Verlag von Johann Ritter von Mösle verlegt wurden. Jedes Jahr werden etwa fünfundzwanzig bis dreißig Titel verlegt. Darunter sind deutschsprachige und internationale Gegenwartsliteratur, insbesondere Übersetzungen aus dem Tschechischen sowie Sachbücher aus dem Bereich Genuss wie Kochbücher, Teebücher, Kaffeebücher und populäre Sachbücher zu den Themen Kultur, Politik, und Gesellschaft sowie eine Reisebuchreihe (Abseits der Pfade), die auf abseits gelegene Orte in bekannten Städten verweist.

## Zeitschriften
Bei Braumüller erschienen bis Ende 2010 auch folgende Fachzeitschriften:
- Europa Ethnica
- migraLex
- Österreichische Zeitschrift für Wirtschaftsrecht
- Fachsprache
- Österreich in Geschichte und Literatur

Seit dem Jahr 2011 erscheinen diese Zeitschriften in der Facultas Verlags- und Buchhandels AG.

## Weblink
- Verlagswebsite